# Палеософос
Палио̀софос (на гръцки: Παλαιόσοφος; на турски: Malatya) е село в Кипър, окръг Кирения. Според статистическата служба на Северен Кипър през 2011 г. селото има 180 жители.
Де факто е под контрола на непризнатата Севернокипърска турска република.